# Ibrahim Tall
Ibrahim Tall (ur. 23 czerwca 1981 w Aubervilliers) – senegalski piłkarz występujący na pozycji obrońcy.

## Kariera
Piłkarską profesjonalną karierę rozpoczął w roku 1999 w klubie CS Louhans-Cuiseaux, gdzie grał przez trzy lata. Wystąpił w barwach tego klubu w 32 spotkaniach. W 2002 przeniósł się do FC Sochaux-Montbéliard, gdzie wystąpił w 67 meczach. W barwach tego klubu zdobył Puchar Francji w 2004 roku i pomógł drużynie zakwalifikować się do Pucharu UEFA.
W sierpniu 2005 roku został sprzedany do szkockiego klubu Hearts za 8 tysięcy funtów. Do klubu ściągnął go Władimir Romanow, główny udziałowiec Serc. Trenerem zespołu był wtedy George Burley. W barwach szkockiego klubu zadebiutował 15 kwietnia 2006 podczas meczu przeciwko Motherwell F.C., wygranego przez jego zespół 2:0. Wywalczył też Puchar Szkocji w sezonie 2005/2006, w finale mierząc się z Gretna F.C.
Następnie grał w FC Nantes, AE Larisa, Lausanne Sports, FC Le Mont, Stade Nyonnais oraz Meyrin FC.
W latach 2003–2005 w reprezentacji Senegalu wystąpił w sześciu spotkaniach.